# Cejn siný
Cejn siný (Ballerus ballerus, dříve uváděný také jako Abramis ballerus) je v Česku se vzácně vyskytující druh. Fakticky se vyskytuje pouze v omezeném množství na jižní Moravě.

## Popis
Tělo je z boků velmi zploštělé, ale nižší než u cejna velkého. Má tmavý namodralý hřbet, boky stříbřité a žlutavé, břicho je nažloutlé, ploutve šedé. Má spodní ústa. Řitní ploutev je delší než u cejna velkého. Může dorůst délky až 50 cm. Dožívá se přibližně 15 let.

## Výskyt
Obývá dolní toky řek a stojaté vody. Vyskytuje se v úmoří Černého a Baltského moře.

## Potrava
Potravu přijímá pouze ve dne. Živí se hlavně planktonem, příležitostně také bentosem a částmi rostlin.

## Rozmnožování
Pohlavně dospívá kolem 4. roku života. Tření probíhá v období od dubna do května. Třou se nejčastěji na potopené kmeny a větvě stromů, vzácněji na rostlinstvo či kamení. Jedna samice může běžně naklást 5000 - 30000 jiker.